# 根本聡一郎
根本 聡一郎（ねもと そういちろう、1990年10月20日 -）は日本の小説家、脚本家。謎杜プロジェクト代表。福島県いわき市出身。

## 来歴
大学進学をきっかけに仙台市に暮らし、東日本大震災を経験。沿岸部でのボランティア活動や、ネットメディアを活用したNPO法人の活動に従事する。
大学在学中の2013年頃から、自作の小説をKindle ダイレクト・パブリッシングを活用し発表。電子書籍『プロパガンダゲーム』がKindle全体ランキングで2位を獲得したことで編集者の目に留まり、2017年に双葉社から文庫として発刊、デビューする。
2021年には井口理主演のWEBドラマ「GOSSIP BOX/ゴシップボックス」の脚本を担当。
2022年、『プロパガンダゲーム』が舞台化。
同年、福島中央テレビ制作、伊藤淳史主演のコメディドラマ「ウオメシ〜おいSea！食卓〜」の脚本を担当。同作品はシリーズ化され、2025年には第3弾スペシャル作品が放映される。
2024年、初めての単行本となる『スウィンダラーハウス』を祥伝社より発表。発売当時社会問題となっていた特殊詐欺・闇バイトをテーマに執筆された。

## 著作

### 文庫
- プロパガンダゲーム（2017年10月12日 双葉社）[5]
- ウィザードグラス（2019年3月14日 双葉社）[5]
- 宇宙船の落ちた町（2019年11月15日 角川春樹事務所）[10]
- 人財島（2020年9月24日 角川文庫）[11]

### 単行本
- スウィンダラーハウス（2024年6月29日 祥伝社）[12]

## 脚本
- GOSSIP BOX/ゴシップボックス（2021年10月 全10話 共同テレビジョン）[13]
- ウオメシ〜おいSea！食卓〜（2022年 - 3シーズン 福島中央テレビ）[8]

## 原作
- 舞台「プロパガンダゲーム」（2022年）[14]
  - side: Government
  - side: Resistance